# Напівсередня вага в боксі
Напівсередня вага (англ. welterweight) — вагова категорія у боксі. Виступають боксери до 66,7 кг.(147 фунтів).

## Чемпіони
Чоловіки
| Організація | Дата здобуття  | Чемпіон       | Рекорд         | Захисти |
| ----------- | -------------- | ------------- | -------------- | ------- |
| WBA         | 12 квітня 2025 | Вакантно      | 0-0 (0 KO)     | 0       |
| WBC         | 19 червня 2024 | Маріо Барріос | 29–2-2 (18 KO) | 2       |
| IBF         | 29 липня 2023  | Вакантно      | 0–0 (0 KO)     | 0       |
| WBO         | 12 серпня 2024 | Браян Норман  | 28–0-2 (22 KO) | 2       |

Жінки
| Організація | Дата здобуття  | Чемпіон             | Рекорд      | Захисти |
| ----------- | -------------- | ------------------- | ----------- | ------- |
| WBA         | 15 серпня 2020 | Джессіка Маккаскілл | 12–3 (5 KO) |         |
| WBC         | 15 серпня 2020 | Джессіка Маккаскілл | 12–3 (5 KO) |         |
| IBF         | 15 серпня 2020 | Наташа Джонас       | 11–2 (3 KO) |         |
| WBO         | 22 квітня 2023 | Сенді Райан         | 6–1 (2 KO)  |         |

### Список найбільш довгодіючих чемпіонів світу з боксу в напівсередній вазі
В списку перелічено боксерів, які мають самий тривалий безперервний час володіння титулом чемпіона світу в напівсередній вазі за версіями чотирьох загальновизнаних боксерських організацій: WBA, WBC, IBF, WBO. Загальний час чемпіонства для багаторазових чемпіонів не плюсується.
|     | Ім'я               | Тривалість чемпіонства      | Організація | Кількість захистів | Кількість оппонентів |
| --- | ------------------ | --------------------------- | ----------- | ------------------ | -------------------- |
| 1.  | Фелікс Трінідад    | 6 років, 8 місяців, 14 днів | IBF         | 15                 | 15                   |
| 2.  | Теренс Кроуфорд    | 6 років, 2 місяці, 3 дні    | WBO         | 7                  | 7                    |
| 3.  | Еррол Спенс        | 6 років, 2 місяці, 2 дні    | IBF, WBC    | 6                  | 5                    |
| 4.  | Антоніо Маргаріто  | 5 років, 3 місяці, 28 днів  | WBO         | 7                  | 7                    |
| 5.  | Айк Кворті         | 4 роки, 7 місяців, 30 днів  | WBA         | 7                  | 7                    |
| 6.  | Фред Кокрен        | 4 роки, 7 місяців, 3 дні    | NYSAC, NBA  | 0                  | 0                    |
| 7.  | Хосе Наполіс       | 4 роки, 6 місяців, 2 дні    | WBA, WBC    | 10                 | 8                    |
| 8.  | Шугар Рей Робінсон | 4 роки, 1 місяць, 26 днів   | NYSAC, NBA  | 5                  | 5                    |
| 9.  | Флойд Мейвезер     | 4 роки, 1 місяць, 18 днів   | WBC         | 5                  | 4                    |
| 10. | Пернелл Вітакер    | 4 роки, 1 місяць, 6 днів    | WBC         | 8                  | 7                    |
| 11. | Хосе Куевас        | 4 роки, 16 днів             | WBA         | 11                 | 10                   |

## Олімпійські чемпіони
- 1904:  Альберт Янг
- 1920:  Берт Шнайдер
- 1924:  Жан Деларж
- 1928:  Тед Морган
- 1932:  Едвард Флінн
- 1936:  Стен Сувіо
- 1948:  Юліус Торма
- 1952:  Зигмунт Хихла
- 1956:  Ніколае Лінка
- 1960:  Ніно Бенвенуті
- 1964:  Мар'ян Каспшик
- 1968:  Манфред Вольке
- 1972:  Еміліо Корреа
- 1976:  Йохен Бахфельд
- 1980:  Андрес Альдама
- 1984:  Марк Бреленд
- 1988:  Роберт Вангіла
- 1992:  Майкл Каррут
- 1996:  Олег Саїтов
- 2000:  Олег Саїтов
- 2004:  Бахтіяр Артаєв
- 2008:  Бакит Сарсекбаєв
- 2012:  Серік Сапієв
- 2016:  Даніяр Єлеусінов
- 2020:  Роніель Іглесіас